# Stazione di Fosciandora-Ceserana
Stazione di Fosciandora-Ceserana vasútállomás Olaszországban, Fosciandora településen.

## Vasútvonalak
Az állomást az alábbi vasútvonalak érintik:
- Aulla Lunigiana–Lucca-vasútvonal

## Kapcsolódó állomások
A vasútállomáshoz az alábbi állomások vannak a legközelebb:
- Stazione di Castelnuovo di Garfagnana
- Stazione di Castelvecchio Pascoli